# کریستیانو دل گروسو
کریستیانو دل گروسو (انگلیسی: Cristiano Del Grosso؛ زادهٔ ۲۴ مارس ۱۹۸۳) بازیکن فوتبال اهل ایتالیا است.
از باشگاه‌هایی که در آن بازی کرده‌است می‌توان به باشگاه فوتبال آسکولی، باشگاه فوتبال باری، باشگاه فوتبال روبور سیه‌نا، باشگاه فوتبال کالیاری، باشگاه فوتبال دلفینو پسکارا، و باشگاه فوتبال آتالانتا اشاره کرد.